# اتلدورف
اتلدورف (به آلمانی: Etteldorf) یک شهر در آلمان است که در بیتبورگ-پروم واقع شده‌است.